# Bob Dishy
Bob Dishy est un acteur américain né le 12 janvier 1934 à Brooklyn, New York (États-Unis).

## Filmographie
- 1967 : Damn Yankees! (TV) : Rocky
- 1967 : The Tiger Makes Out : Jerry
- 1970 : Lovers and Other Strangers : Jerry
- 1971 : Story Theatre (série télévisée)
- 1971 : Pure Goldie (TV)
- 1971 : The Police (TV) : Prisoner / Aide
- 1972 : Columbo : Dites-le avec des fleurs (The Greenhouse Jungle) (série télévisée) : Sergeant Frederic Wilson
- 1974 : It Couldn't Happen to a Nicer Guy (en) (TV) : Ed Huxley
- 1975 : I Wonder Who's Killing Her Now? : Jordan Oliver
- 1976 : Columbo : Tout n'est qu'illusion (Now You See Him) (série télévisée) : Sgt. John J. Wilson
- 1976 : Le Bus en folie (The Big Bus) : Dr. Kurtz
- 1978 : The Good Doctor (TV) : Various roles
- 1980 : The Last Married Couple in America de Gilbert Cates : Howard
- 1980 : First Family (en) : Vice-President Shockley
- 1982 : Avec les compliments de l'auteur (Author! Author!) : Finestein
- 1984 : The Cafeteria (TV) : Aaron
- 1986 : Brighton Beach Memoirs de Gene Saks : Jack
- 1987 : Toubib malgré lui (Critical Condition) : Dr. Foster
- 1992 : Stay Tuned : Murray Seidenbaum
- 1992 : Used People : Jack
- 1993 : My Boyfriend's Back : Murray The Gravedigger
- 1994 : Thicker Than Blood: The Larry McLinden Story (TV) : Glen Schwartz
- 1995 : Don Juan DeMarco : Dr. Paul Showalter
- 1997 : Un Indien à New York (Jungle 2 Jungle) : George Langston
- 1999 : Babylon, USA (Judy Berlin) : Arthur Gold
- 1999 : A Fish in the Bathtub : Lou Moskowitz
- 2000 : Labor Pains
- 2004 : Polly et moi (Along Came Polly) : Irving Feffer
- 2014 : Deuxième chance à Brooklyn